# Collorec
Collorec (tiếng Breton: Koloreg) là một xã của tỉnh Finistère, thuộc vùng Bretagne, miền tây bắc Pháp.

## Dân số
Người dân ở Collorec được gọi là Collorecois.